# Andreas Seidl
Andreas Seidl, född 6 januari 1976, är en tysk ingenjör som var senast VD för det schweiziska Sauber Motorsport och därmed var även VD för det schweiziska Formel 1-stallet Sauber.
Han avlade en kandidatexamen i maskinteknik vid Münchens tekniska universitet. Efter studierna började han 2000 arbeta för BMW Motorsport och arbetade främst med det brittiska F1-stallet Williams som BMW hade samarbete med. Det varade fram till 2006 när BMW köpte en aktiemajoritetspost i det österrikiska F1-stallet Sauber. Stallet fick namnet BMW Sauber och Seidl blev överförd dit för att arbeta som chef för stallets aktiviteter på racingbanan. Bara tre år senare sålde BMW sin aktiepost tillbaka till Sauber och dess grundare Peter Sauber. Seidl gick tillbaka till BMW Motorsport och 2012 var han den som ledde BMW:s satsning i Deutsche Tourenwagen Masters (DTM) när de gjorde comeback i serien. Året efter bytte han dock arbetsgivare och gick över till Porsche och arbetade med deras Le Mans Prototype-bilar. År 2014 blev han befordrad till att vara chef för hela deras avdelning för dessa. Den 10 januari 2019 meddelade McLaren att man hade anställt Seidl som stallchef och han skulle börja 1 maj. Den 14 december 2022 lämnade Seidl McLaren för att bli VD för Sauber Motorsport i januari 2023.